# Logical Block Addressing
LBA és l'acrònim de Logical Block Addressing, actualment, el mètode d'adreçament més utilitzat per a discs durs i altres sistemes d'emmagatzemament secundari.

## Funcionament de LBA
LBA és un mètode força simple que consisteix a enumerar els blocs segons un índex. El primer bloc és el LBA=0, el segon el LBA=1 i així successivament i és una alternativa que no depèn de les característiques físiques del dispositiu a diferència de sistemes com CHS. Els blocs lògics dels ordinadors normalment són de 512 o 1024 bytes.
Aquest mètode és el successor d'altres mètodes basats en les característiques físiques del dispositiu com CHS. LBA té un límit màxim de 8ZB.